# Marissa Gould
Marissa Irvin Gould (* 23. Juni 1980 in Santa Monica als Marissa Irvin) ist eine ehemalige US-amerikanische Tennisspielerin. 

## Karriere
Irvin begann im Alter von neun Jahren mit dem Tennissport.
Während ihrer Tennislaufbahn gewann sie acht Einzel- und zwei Doppeltitel auf dem ITF Women’s Circuit.
1997 gewann sie im Doppel mit Alexandra Stevenson die US Open der Juniorinnen. Im Finale besiegten sie die Paarung Cara Black / Irina Seljutina mit 6:2, 7:6.

## Erfolge

### Einzel
| Nr. | Datum              | Turnier         | Kategorie   | Belag     | Finalgegnerin          | Ergebnis      |
| --- | ------------------ | --------------- | ----------- | --------- | ---------------------- | ------------- |
| 1.  | 6. Februar 2000    | Clearwater      | ITF $25.000 | Hartplatz | Annabel Ellwood        | 6:4, 6:3      |
| 2.  | 2. April 2000      | Norcross        | ITF $25.000 | Hartplatz | Pawlina Nola           | 6:2, 6:3      |
| 3.  | 8. Juli 2001       | Los Gatos       | ITF $50.000 | Hartplatz | Ansley Cargill         | 6:3, 4:6, 7:5 |
| 4.  | 7. Oktober 2001    | Fresno          | ITF $50.000 | Hartplatz | Alina Schidkowa        | 6:2, 6:1      |
| 5.  | 17. November 2002  | Eugene          | ITF $50.000 | Hartplatz | Jewgenija Kulikowskaja | 7:5, 6:0      |
| 6.  | 9. Mai 2004        | Raleigh         | ITF $50.000 | Sand      | Mashona Washington     | 6:3, 6:3      |
| 7.  | 16. Mai 2004       | Charlottesville | ITF $50.000 | Sand      | Jamea Jackson          | 6:3, 7:6      |
| 8.  | 26. September 2004 | Albuquerque     | ITF $75.000 | Hartplatz | Stéphanie Dubois       | 6:1, 4:6, 6:4 |

### Doppel
| Nr. | Datum              | Turnier     | Kategorie   | Belag     | Partnerin        | Finalgegnerinnen                | Ergebnis      |
| --- | ------------------ | ----------- | ----------- | --------- | ---------------- | ------------------------------- | ------------- |
| 1.  | 6. Mai 2001        | Dothan      | ITF $25.000 | Sand      | Janet Lee        | Lisa McShea Nana Smith          | 6:0, 6:2      |
| 2.  | 30. September 2001 | Albuquerque | ITF $75.000 | Hartplatz | Katie Schlukebir | Sabina da Ponte Giana Gutiérrez | 6:4, 1:6, 6:4 |

## Persönliches
Marissa ist die Tochter von Helene und Richard, der dreimaliger Volleyball-Auswahlspieler war. Ihr Bruder, Richard Andrew, spielte Football an der Harvard University. Sie wurde trainiert von Chuck Adams und Brian Teacher.
Am 19. Januar 2008 heiratete sie Patrick Gould.